# Return to a Better Tomorrow
Pour plus de détails, voir Fiche technique et Distribution.
Return to a Better Tomorrow (新英雄本色, San ying hung boon sik) est un film d'action hongkongais écrit, produit et réalisé par Wong Jing et sorti en 1994 à Hong Kong.
A Better Tomorrow est le titre anglais du Syndicat du crime (1986). Malgré cela, Return to a Better Tomorrow n'est pas une suite et n'a rien à voir avec lui.
Il totalise 8 177 647 HK$ de recettes au box-office.

## Synopsis
Tong Chun (Ekin Cheng) se fait trahir par son chef lors d'un trafic de drogue en Chine. De retour à Hong Kong, il s'allie avec Grand homard (Lau Ching-wan) et Duke Simon (Michael Wong) pour se venger.

## Fiche technique
- Titre : Return to a Better Tomorrow
- Titre original : 新英雄本色 (San ying hung boon sik)
- Réalisation : Wong Jing
- Scénario : Wong Jing
- Photographie : Cheng Siu-keung
- Montage : Marco Mak
- Musique : Marco Wan
- Production : Wong Jing
- Société de production : GH Pictures, Golden Harvest, Good Standard International et Wong Jing's Workshop
- Société de distribution : Golden Harvest
- Pays d'origine :  Hong Kong
- Langue originale : cantonais
- Format : couleur
- Genre : action et film de gangsters
- Durée : 103 minutes
- Dates de sortie :
  -  Hong Kong : 14 juillet 1994

## Distribution
- Ekin Cheng : Tong Chun
- Lau Ching-wan : Grand homard
- Michael Wong : Duke Simon
- Chingmy Yau : Chili
- Ben Lam : Lui Wei
- Collin Chou : le garçon hollandais
- James Wong : l'avocat Wong
- Paul Chun : Fred Simon
- Lo Mang : Bœuf noir
- Andy Lau